# アドヴェンチャーズ・イン・ラジオランド
『アドヴェンチャーズ・イン・ラジオランド』(Adventures in Radioland)は、1987年のジョン・マクラフリン率いるマハヴィシュヌ・オーケストラがリリースしたアルバム。
「Relativity」レーベルからリリースされ、マクラフリンの電子技術への関心を表している。独自のギター・インターフェイスを備えたニュー・イングランド・デジタル (New England Digital)社のシンクラヴィアを使用したマクラフリンをフィーチャーしている。
アルバムは、初めクレイ・ミリナーによりミラノのサイコ・レコーディング・スタジオでサンプリングと録音がなされ、その後にマックス・コスタが仕上げ、ジョン・マクラフリンとマックス・コスタがミックスした。1993年にポリグラム・レーベルによってCDでリリースされた。

## 収録曲
1. ウェイト – "The Wait" - ジム・ビアード作曲 – 5:35
2. ジャスト・アイディア – "Just Ideas" - ミッチェル・フォアマン作曲 – 2:00
3. ジョジー – "Jozy" - ジョン・マクラフリン作曲 – 5:25
4. ハーフ・マン・ハーフ・クッキー – "Half Man - Half Cookie" - ビル・エヴァンス作曲 – 2:56
5. フロリアナポリス – "Florianapolis" - マクラフリン、フォアマン作曲 – 5:21
6. ゴッタ・ダンス – "Gotta Dance" - マクラフリン作曲 – 4:18
7. ウォール・ウィル・フォール – "The Wall Will Fall" - マクラフリン作曲 – 6:00
8. リインカーネーション – "Reincarnation" - マクラフリン作曲 – 2:57
9. ミッチ・マッチ – "Mitch Match" - フォアマン作曲 – 3:54
10. 20世紀株式会社 – "20th Century Ltd" - マクラフリン作曲 – 2:31

## 参加ミュージシャン
- ジョン・マクラフリン (John McLaughlin) - ギター
- ダニー・ゴットリーブ (Danny Gottlieb) - ドラム
- ヨナス・エルボーグ (Jonas Hellborg) - ベース
- ビル・エヴァンス (Bill Evans) - サックス、キーボード on 「ハーフ・マン・ハーフ・クッキー」
- ミッチェル・フォアマン (Mitchel Forman) - キーボード